# Voyria
Voyria,  biljni rod iz porodice Gentianaceae, smješten u vlastiti tribus Voyrieae.
Na popisu su 23 vrste rasprostranjene po troipskoj Americi, Karibima i zapadnoj tropskoj Africi.
Rod je opisan u Histoire des Plantes de la Guiane Françoise 1: 208–211, pl. 83, f. 1. 1775.

## Opis
Saprofitski rod. Voyria je stara, filogenetski izolirana loza unutar Gentianaceae, a trenutna distribucija roda indikativna je za područje predaka u kojem su se dogodili rani događaji diverzifikacije Gentianaceae. Paralelno s mnogim drugim pantropskim porodicama, rezultati istraživanja sugeriraju da je migracija tropskih svojti kroz Lauraziju tijekom ranog eocena igrala važnu ulogu u oblikovanju trenutne globalne distribucije Gentianaceae.

## Vrste
1. Voyria acuminata Benth.
2. Voyria alba (Standl.) L.O.Williams
3. Voyria alvesiana E.F.Guim., T.S.Mendes & N.G.Silva
4. Voyria aphylla (Jacq.) Pers.
5. Voyria aurantiaca Splitg.
6. Voyria bicolor H.Maas & O.Lachenaud
7. Voyria caerulea Aubl.
8. Voyria chionea Benth.
9. Voyria clavata Splitg.
10. Voyria corymbosa Splitg.
11. Voyria crucitasensis Y.Guillén & G.Vargas
12. Voyria flavescens Griseb.
13. Voyria kupperi (Suess.) Ruyters & Maas
14. Voyria obconica Progel
15. Voyria parasitica (Schltdl. & Cham.) Ruyters & Maas
16. Voyria pittieri (Standl.) L.O.Williams
17. Voyria primuloides Baker
18. Voyria pulcherrima (Standl.) L.O.Williams
19. Voyria rosea Aubl.
20. Voyria spruceana Benth.
21. Voyria tenella Guilding ex Hook.
22. Voyria tenuiflora Griseb.
23. Voyria truncata (Standl.) Standl. & Steyerm.

## Sinonimi
- Ciminalis Raf.; Fl. Tellur. 3: 19 (1837)
- Disadena Miq.; Stirp. Surin. 150 (1850)
- Humboldtia Neck.; Elem. 2: 16 (1790)
- Leianthostemon Miq.; Stirp. Surin. Sel. 147 (1850)
- Lita Schreb.; Gen. 2: 795 (1791)
- Pneumonanthopsis Miq.; Stirp. Surin. Sel. 150 (1850)
- Leiphaimos Schltdl. & Cham.; Linnaea 6: 387 (1831)